# Васюково (Сафоновський район)
Васюково (рос. Васюково) — присілок Сафоновського району Смоленської області Росії. Входить до складу Прудківського сільського поселення.
Населення — 0 осіб (2007 рік).